# NGC 7217
NGC 7217 هي مجرة حلزونية غير ضلعية تقع في كوكبة الفرس الأعظم.

## الخصائص
المجرة NGC 7217 هي نظام فقير بالغاز وتتميز هذه المجرة بشكل رئيسي عن طريق وجود عدة حلقات من النجوم متحدة مع نواتها: الثلاثة حلقات الرئيسي -الحلقة الأبعد هي أبرز حلقة وبها أكثر نسبة من الغاز والتشكيلات النجمية في المجرة– بالإضافة إلى العدد من الحلقات داخل الحلقة الأقرب والتي تم اكتشافهم بمساعده من مرصد هابل الفضائي وهي ما يعتبره الفلكييون إشارة إلى أن المنطقة المركزية في المجرة هي منطقة انفجار نجمي متعدد. المجرة بها أيضاً حوصلة مجرية ضخمة وكبيرة تمتد خارج قرصها.
من الخصائص المهمة لهذه المجرة أيضاً هي وجود عدد من النجوم التي تدور في الاتجاه المعاكس حول مركز المجرة خلافاً لمعظم النجوم، وبها جمهرتين نجميتين مميزتين، الأولى ذات عمر متوسط تقع في المناطق الداخلية والأخرى أقل عمراً وفقيرة بالمعادن تقع في المناطق البعيدة عن مركز المجرة.
يرى فلكيون أن هذه الخصائص هي على الأغلب نتاج لاندماج المجرة مع مجرة أخرى، وقد أظهرت المحاكاة الحاسوبية سابقة أن المجرة NGC 7217 كانت في البداية مجرة محدبة كبيرة قبل أن تندمج مع مجرة أو اثنين غنيتين بالغاز من نسق هابل وأصبحت المجرة الحلزونية التي هي عليه الآن، وهي مجرة معزولة الآن في الفضاء ولا يوجد حولها أي مجرات قريبة. ومن جهة أخرى، فقد قدم بحث أجري مؤخراً تصوراً مختلفاً حيث يرى القائمون على البحث أن انتفاج المجرة الهائل وهالتها تكونوا عن طريق اندماج بينما تشكل قرص المجرة لاحقاً وأنه لا زال في طول النمو) إما عن طريق جمع القرص من احتياطي الغاز الموجود قديماً أو عن طريق جمعه للغاز من مجرات صغيرة غنية بالغاز.

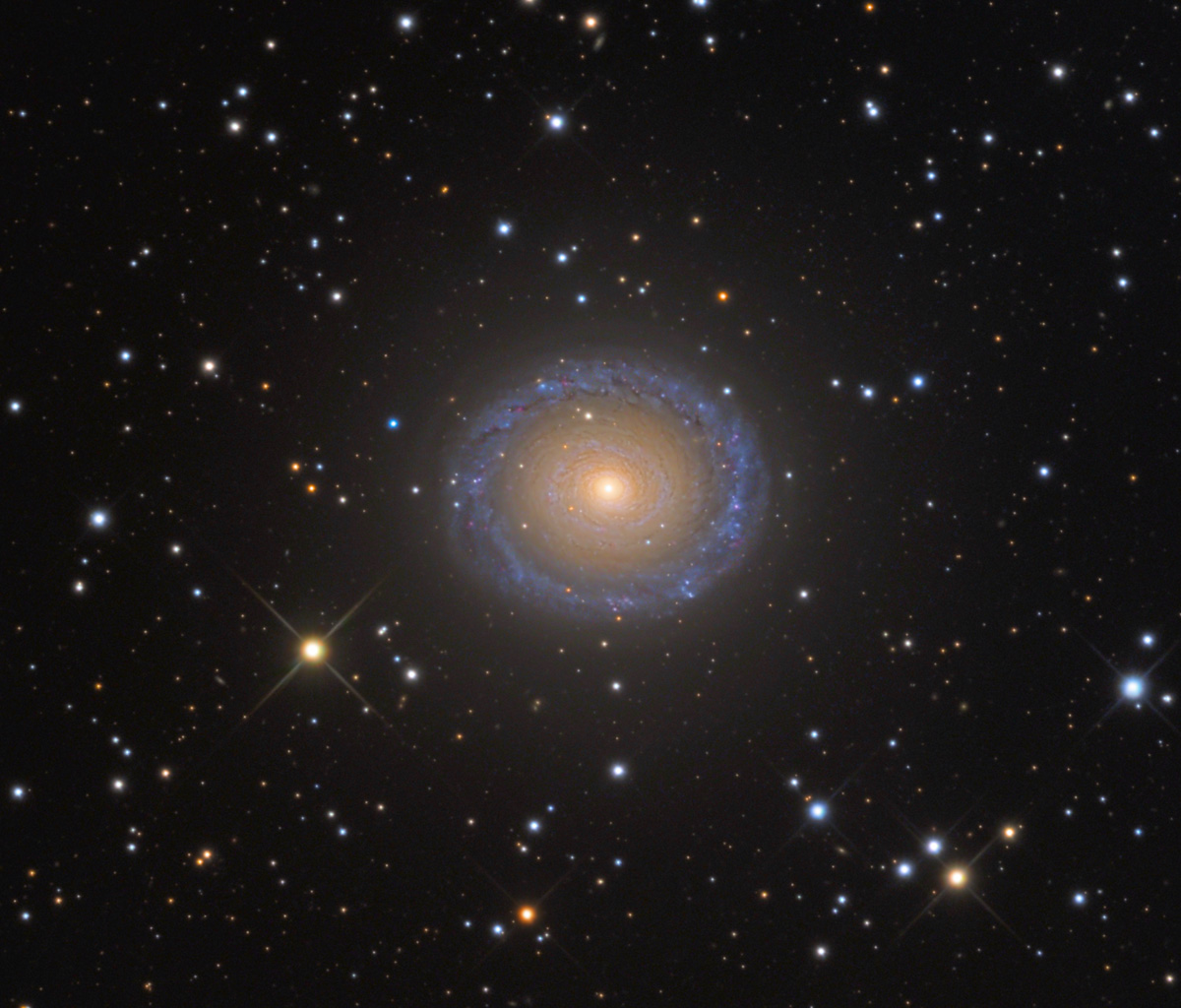
صورة للمجرة NGC 7217

## موارد إضافية

## وصلات خارجية
- NGC 7217
- http://atlas.zevallos.com.br/
- NGC 7217 على موقع ويكي سكاي: DSS2, SDSS, GALEX, IRAS, Hydrogen α, X-Ray, Astrophoto, Sky Map, Articles and images